# Cerkiew św. Michała Archanioła w Leszczawie Dolnej
Cerkiew św. Michała Archanioła w Leszczawie Dolnej – nieistniejąca już drewniana filialna cerkiew greckokatolicka w Leszczawie Dolnej, w gminie Bircza, w powiecie przemyskim.
Cerkiew zbudowano w 1904, w miejscu starszej, drewnianej cerkwi fundacji rodziny Humnickich z 1766, równocześnie z cerkwią w Leszczawie Górnej. Był to budynek o bryle dwudzielnej, kryty blaszanym dachem jednokalenicowym. Wejście do cerkwi prowadziło przez połączoną z budynkiem szkieletową wieżę nakrytą dachem brogowym. Cerkiew należała do parafii w Leszczawie Górnej.
Cerkiew rozebrano około 1960, obecnie w tym miejscu stoi szkoła.

## Literatura
- Dmytro Błażejowśkyj - "Istorycznyj szematyzm Peremyskoji Eparchiji z wkluczennjam Apostolśkoji Administratury Łemkiwszczyny (1828-1939)", Lwów 1995, ISBN 5-7745-0672-X